# Petro Szekeryk-Donykiw
Petro Szekeryk-Donykiw (ur. 20 kwietnia 1889 we wsi Hołowy w pow. kosowskim, zm. po 11 października 1940) – ukraiński działacz społeczny i polityczny na Huculszczyźnie, poseł na Sejm II kadencji w II RP, etnograf, samorządowiec.
Działacz Ukraińskiej Partii Radykalnej, w latach 1918–1919 członek Ukraińskiej Rady Narodowej ZURL і Kongresu Pracy Ukrainy.
W latach 1928–1930 poseł na Sejm II kadencji, wybrany z Żabia.
15 maja 1940 roku aresztowany przez NKWD i 11 października skazany przez "trójkę" NKWD na 8 lat łagru za „agitację antyradziecką, ukraińską działalność nacjonalistyczną i współpracę z władzami polskimi”. Przebywał w więzieniach w Kijowie i Dniepropetrowsku. Zmarł prawdopodobnie w 1940 albo 1941 roku w łagrze na Wyspach Sołowieckich albo na  Syberii.